# 古蔺雪胆
古蔺雪胆（学名：Hemsleya pengxianensis var. gulinensis）为葫芦科雪胆属下的一个变种。

## 扩展阅读
- 維基物種上的相關：古蔺雪胆